# Mikronadeln
Mikronadeln, Micro-Needling oder perkutane Kollagen-Induktionstherapie  sind Verfahren, die in der Kosmetik und der Dermatologie angewandt werden. Dabei wird die Hautoberfläche mithilfe von Geräten, an denen feinste Nadeln befestigt sind, perforiert. Die Perforierung ermöglicht das tiefere Eindringen von kosmetischen Wirkstoffen bzw. beeinflusst die Struktur der Hautoberfläche.

## Geräte und Nadeln
Auf den walzen-, stempel- oder stiftähnlichen Geräten („Dermaroller“, „Dermastamp“ „Needling-Pen“) befinden sich eine unterschiedliche Anzahl Mikronadeln mit einem Durchmesser von 0,007 bis 0,15 Millimetern, die z. B. aus Titan bestehen. Die Nadeln können massiv oder hohl und mit einem Wirkstoffreservoir verbunden sein. Die Länge der Nadeln richtet sich nach dem Einsatzbereich: So können zur kosmetischen Anwendung nur Nadeln bis zu 0,5 Millimetern Länge verwendet werden, während eine Behandlung mit längeren Nadeln als medizinische Therapie gilt, die nur in einer Klinik oder ärztlichen Praxis durchgeführt werden darf. Für die gewerbliche kosmetische Behandlung ist eine entsprechende Schulung des Anwenders erforderlich.

### Dermaroller
Der Standard-Dermaroller ist eine Walze mit Handgriff, die zur Behandlung von Akne-Narben konzipiert wurde. Sie ist mit 192 Mikronadeln bestückt, die sich über acht Reihen verteilen. Die Nadeln werden mittels plasma-unterstütztem Ätzen aus Silizium oder medizinischem Edelstahl gefertigt und durch Gammastrahlung sterilisiert. Ein medizinischer Dermaroller ist ein Medizinprodukt und nur für den Einmalgebrauch bestimmt.
Für den häuslichen Gebrauch sind Dermaroller erhältlich, deren Nadeln kürzer als 0,15 Millimeter sind. Damit können z. B. sogenannte Anti-Aging-Produkte tiefer in die Haut eingearbeitet werden. Diese Roller sind für den Mehrfachgebrauch gedacht; sie müssen entsprechend nach jeder Anwendung gründlich gereinigt werden.

### Needling-Pen
Beim Needling-Pen, ein elektrischer Stift, sitzen die Nadeln vorne auf einer Kartusche. Nach Einschalten des Stifts vibrieren die Nadeln. Für die Behandlung kann die Einstichtiefe der Nadeln, in der Regel zwischen 0,25 mm und 3 mm, je nach gewünschter Wirkung eingestellt werden.

## Anwendungsgebiete
Das Mikronadeln eignet sich zur Behandlung von Aknenarben, Narben, Dehnungsstreifen (sogenannte Schwangerschaftsstreifen oder durch erhebliche Gewichtszunahme), zur Faltenreduzierung und optischen Verjüngung des Gesichts. Außerdem können Mikronadel-Verfahren zur transdermalen Arzneimittelapplikation angewandt werden. In der pharmazeutischen Forschung wird insbesondere die transdermale Applikation von Impfstoffen mittels MAP (microarray patches) untersucht. Dabei handelt es sich um die nächste Generation transdermaler therapeutischer Systeme (transdermales Pflaster) für Arznei- und Impfstoffe, auch TTS abgekürzt.

### Kosmetik
Beim kosmetischen Needling dringen die Nadeln nur in die Hautoberfläche, die Epidermis (Hornschicht) ein und sind maximal 0,5 mm lang. Die tieferen Hautschichten wie z. B. die Basalschicht, wo die Blutgefäße liegen, werden dabei nicht verletzt. Dieses Verfahren eignet sich zur Behandlung von großen Poren, Pigmentflecken und ersten Falten. Um den Behandlungserfolg zu verbessern, werden gleichzeitig Wirkstoffe in die Hautoberfläche eingebracht, zum Beispiel Hyaluronsäure.

### Dermatologie
In der Dermatologie wird dieses Verfahren in der Akne- und Narbenbehandlung eingesetzt. Die hier verwendeten Nadeln sind bis zu 2,5 Millimeter lang. Vor der Behandlung wird das betreffende Hautareal desinfiziert und ein lokal wirkendes Betäubungsmittel aufgetragen. Nach Wirkungseintritt wird die Walze einige Male hin- und hergerollt; da hierbei tiefere Hautschichten punktiert werden, kann Blut austreten.
Bei der Behandlung durchstechen die Nadeln die Haut, dies reizt die Zellen, fördert die Durchblutung der Haut und beschleunigt die Regeneration. Dauert diese normalerweise 28 Tage, so läuft der Prozess durch das Microneedling schneller ab. Auch die Bildung von Kollagen, Hyaluronsäure und Elastin wird angeregt, dies führt zu einem frischeren, glatteren und strafferem Hautbild: An den Einstichstellen bilden sich im Rahmen der Hautregeneration Kollageninseln. Durch gegenseitige Annäherung dieser Inseln wird ein Straffungseffekt erreicht, der bei frischen Narben dauerhaft anhält. Dazu sind jedoch mehrere Behandlungszyklen, zunächst im Abstand von acht bis zehn Wochen, später alle vier bis sechs Monate, nötig. Bei der Behandlung von Narbenwucherungen zerstören die Mikronadeln die alten Kollagenfasern, welche sich anschließend neu bilden.

### Schmerzen bei der Behandlung
Abhängig davon, wie tief die Nadeln in die Haut eindringen und wie das individuelle Schmerzempfinden zum Zeitpunkt der Behandlung ist, kann das Microneedling Schmerzen verursachen. Daher tragen Kosmetiker und Dermatologen in der Regel vor der Behandlung eine Betäubungscreme auf. Das macht die Behandlung angenehmer.

## Nebenwirkungen und Gegenanzeigen
Nach der Behandlung tritt eine Rötung und ein Spannungsgefühl und / oder Brennen der behandelten Hautareale auf. Dies hält in der Regel ca. 3-5 Tage an, wobei die Reaktion von Tag zu Tag weniger wird. Es kann auch vorübergehend zu einer Schwellung, v. a. von empfindlichen Hautbereichen kommen. Weitere mögliche unerwünschte Wirkungen können allergische Reaktionen und Schmerzen sein. Bei unsachgemäßer Behandlung können Wunden oder Ekzeme entstehen, die sich unter Umständen entzünden. Durch diese Infektionen kann es zur Bildung neuen Narbengewebes kommen.
Bei Hautkrebs, Keloidneigung und Hämophilie darf das Verfahren nicht angewendet werden.

## Entwicklung
1995 beschrieben David S. und Norman Orentreich die „Subcutaneous Incisionless (Subcision®) Surgery“ als Verfahren zur Narbenbehandlung, zwei Jahre später verwendeten Camirand und Doucet dafür eine „Tattoo-Pistole“. 2006 entwickelte Desmond Fernandes die perkutane Kollagen-Induktionstherapie mit dem „Dermaroller“.

## Belege
1. 1 2 3  Rolf Daniels: Penetration kosmetischer Wirkstoffe. In: Wolfgang Raab, Ursula Kindl: Pflegekosmetik: Ein Leitfaden. Wissenschaftliche Verlagsgesellschaft, Stuttgart 2012, S. 71, ISBN 978-3-8047-2761-8.
2. 1 2 3 4  S. Doddaballapur: Microneedling with dermaroller. In: Journal of cutaneous and aesthetic surgery. Band 2, Nummer 2, Juli 2009, S. 110–111, doi:10.4103/0974-2077.58529, PMID 20808602, PMC 2918341 (freier Volltext).
3. ↑  BARMER: Anti-Aging-Trend Microneedling – Was ist das und was bringt es? | BARMER. 28. April 2023, abgerufen am 30. Dezember 2024.
4. ↑  Rania Abdel Hay, Khalid Shalaby, Hesham Zaher, Vanessa Hafez, Ching-Chi Chi: Interventions for acne scars. In: The Cochrane Database of Systematic Reviews. Band 4, 3. April 2016, ISSN 1469-493X, S. CD011946, doi:10.1002/14651858.CD011946.pub2, PMID 27038134, PMC 7069546 (freier Volltext).
5. ↑  Koch: Mikronadelsysteme und Microarray Patches, Pharm. Ind. 83, 6, 844-850, ECV-Verlag, 2021.
6. ↑  Micro-Needling. Abgerufen am 30. Dezember 2024.
7. ↑  Igor Safonov: Kollagen-Induktionstherapie mit dem Dermaroller. In: Bernd Kardoff (Hrsg.): Selbstzahlerleistungen in der Dermatologie und der ästhetischen Medizin. 2. Auflage Springer, Berlin 2015, S. 530, ISBN 978-3-662-43426-0
8. ↑  BARMER: Anti-Aging-Trend Microneedling – Was ist das und was bringt es? | BARMER. 28. April 2023, abgerufen am 30. Dezember 2024.
9. ↑  Safonov 2015, S. 531
10. ↑  Safonov 2015, S. 532
11. ↑  Kollagen-Induktionstherapie durch Microneedling mit dem Dermaroller – Zusammenfassung. Abgerufen am 12. Dezember 2019.
12. ↑  BARMER: Anti-Aging-Trend Microneedling – Was ist das und was bringt es? | BARMER. 28. April 2023, abgerufen am 30. Dezember 2024.
13. ↑  BARMER: Anti-Aging-Trend Microneedling – Was ist das und was bringt es? | BARMER. 28. April 2023, abgerufen am 30. Dezember 2024.